# Kabinett François-Marsal

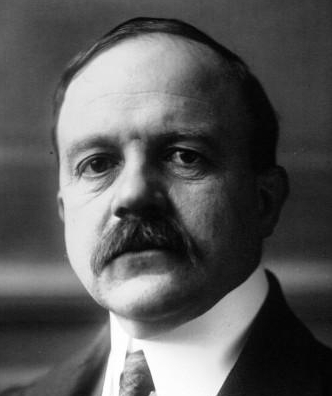
Frédéric François-Marsal (1920)

Das Kabinett François-Marsal war eine Regierung der Dritten Französischen Republik. Es wurde am 8. Juni 1924 von Premierminister (Président du Conseil) Frédéric François-Marsal gebildet und löste das Kabinett Poincaré III ab. Es blieb bis zum 10. Juni 1924 im Amt und wurde vom Kabinett Herriot I abgelöst. Das Kabinett François-Marsal war mit zwei Tagen das Kabinett mit der kürzesten Amtszeit in der 3. Republik.
Dem Kabinett gehörten Minister der Féderation républicaine (FR) und der  Parti républicain démocratique et social (PRDS) an.

## Kabinett
Dem Kabinett gehörten folgende Minister an:
- Premierminister: Frédéric François-Marsal (FR)
- Finanzen: Frédéric François-Marsal
- Außenminister: Edmond Lefebvre du Prey (FR)
- Minister für Krieg und Renten: André Maginot (PRDS)
- Justizminister: Antony Ratier[1] (PRDS)
- Minister für öffentlichen Unterricht, Kunst und technische Ausbildung: Adolphe Landry (PRDS)
- Minister des Inneren: Justin de Selves (PRDS)
- Minister für Marine: Désiré Ferry[2] (FR)
- Minister für Handel, Industrie, Post und Telegraphie: Pierre-Étienne Flandin (PRDS)
- Minister für öffentliche Arbeiten, Häfen und Handelsmarine: Yves Le Trocquer (PRDS)
- Minister für Landwirtschaft: Joseph Capus[3] (PRDS)
- Minister für die Kolonien: Jean Fabry (PRDS)
- Minister für Arbeit und Gesundheit: Paul Jourdain[4] (PRDS)
- Minister für die befreiten Regionen: Louis Marin (FR)

## Historische Einordnung
Das Cartel des gauches, das im Mai die Parlamentswahlen von 1924 gewonnen hatte, wollte Alexandre Millerand, den Präsidenten der Republik zum Rücktritt drängen, weil er durch sein öffentliches Engagement für den Bloc national seine Pflicht zur Zurückhaltung verletzt habe. Millerand beauftragte Frédéric François-Marsal mit der Bildung einer Minderheitsregierung, mit dem einzigen Ziel, eine Botschaft an die Kammer richten zu können, in der er sie zur Einhaltung der Verfassung aufforderte und an die Unverantwortlichkeit des Präsidenten der Republik erinnerte.

Am 10. Juni verlas François-Marsal die Botschaft, die eine Warnung enthält:

« Wenn es von nun an so verstanden würde, dass die Willkür einer Mehrheit den Präsidenten der Republik dazu zwingen kann, aus politischen Gründen zurückzutreten, wäre der Präsident der Republik nur noch ein Spielzeug in den Händen der Parteien. »

Mit 327 zu 217 Stimmen stimmte die Kammer für den Herriot–Antrag, in dem sie „die verfassungswidrige Debatte“, zu der sie eingeladen wurde, ablehnte und sich weigerte, „mit einem Ministerium in Verbindung zu treten, das durch seine Zusammensetzung die Rechte des Parlaments negierte“. Auch der Senat lehnte eine Entscheidung ab und stimmte für einen Vertagungsantrag. Sowohl Frédéric François-Marsal als auch Alexandre Millerand traten daraufhin zurück.